# HMS Proteus (N29)
Pour les autres navires du même nom, voir HMS Proteus.
Le HMS Proteus (pennant number : N29) est un sous-marin de Classe Parthian, conçu et construit pour la Royal Navy par Vickers Shipbuilding and Engineering à Barrow-in-Furness. Il a été lancé le 22 août 1929 et achevé le 17 juin 1930. Comme les autres sous-marins de sa classe, il a servi avant la guerre à la China Station. Pendant la Seconde Guerre mondiale, le Proteus fut principalement basé à Alexandrie en mer Méditerranée. Il coula quinze navires ennemis et en endommagea plusieurs autres.

## Conception
La classe Parthian a été conçue comme une amélioration de la classe Odin antérieure. Cette nouvelle classe était plus grande, construite avec une étrave oblique et dotée d’un bouclier pour couvrir le canon de 4 pouces. Mais la classe avait un défaut de conception : les réservoirs de carburant externes rivetés fuyaient, laissant une traînée de gas-oil à la surface.
Tous les sous-marins de la classe Parthian étaient équipés de huit tubes lance-torpilles de 21 pouces (533 mm), d’un canon de pont Mk XII QF de 4 pouces (102 mm) et de deux mitrailleuses. Cette classe a été la première à être équipée de la torpille Mark VIII. Les sous-marins de la classe Parthian ont été conçus pour un effectif de 53 officiers et hommes d’équipage.

## Engagements
En juillet 1939, le Proteus a commencé un carénage à la base navale de Singapour. Après des essais, il arrive à Hong Kong en janvier 1940 où il effectue sa première patrouille de guerre, avant d’être envoyé en Méditerranée le 2 avril. Il arrive à Alexandrie le 3 mai. Le 4 juillet 1940, à la suite de l’attaque britannique sur Mers el-Kébir, le Proteus torpille et coule l’aviso français de Vichy Rigault de Genouilly. Un ordre de l’Amirauté selon lequel les navires français ne doivent pas être attaqués, sauf en cas de légitime défense, n’a été reçu par le Proteus que le lendemain. Le 9 août, le Proteus est endommagé lors d’une collision avec un remorqueur de l’Amirauté à Malte. Des réparations locales lui ont permis d’effectuer des patrouilles dans le détroit de Messine et sur les côtes de Calabre et de Libye. En novembre, il a reçu l’ordre de retourner en Grande-Bretagne pour un carénage à la base navale de Portsmouth, qui a duré jusqu’en juillet 1941. Après des essais, le Proteus s’est rendu à Holy Loch où il a été équipé d’un équipement radar, suivi d’une période d’entraînement, d’essais et d’exercices.
En septembre 1941, le Proteus retourne en Méditerranée. Il opère depuis Malte pour des patrouilles au large de la Grèce, avant que des problèmes mécaniques ne le forcent à un déplacement vers Alexandrie pour des réparations. De retour aux patrouilles actives à la fin d’octobre, il coule le navire de transport de troupes Ithaka le 10 novembre, ce qui est considéré comme la première attaque de sous-marin guidée par radar. Aux premières heures du 8 février 1942, au large de l’île grecque de Lefkada, le Proteus a aperçu une forme sombre à l’arrière, qui fut considérée initialement comme un sous-marin ennemi. Après avoir tiré avec ses tubes de poupe, le Proteus s’est retourné pour tirer avec ses tubes d’étrave, réalisant trop tard qu’il s’agissait d’un navire de guerre de surface, plus tard identifié comme le torpilleur italien Sagittario, un torpilleur de classe Spica, qui était sur une trajectoire de collision. Se tournant vers le navire, le Proteus a évité de justesse d’être percuté, mais son hydroplane étendu a causé une grosse entaille dans le placage de proue du torpilleur.
Après un total de quatorze patrouilles de guerre en Méditerranée, la dernière ayant été écourtée par des problèmes de moteur, le Proteus reçut en septembre 1942 l’ordre de retourner en Grande-Bretagne. Après un long carénage à la base navale de Devonport qui s’est achevé en mai 1943, il a été affecté à des tâches d’entraînement, principalement dans la région de la rivière Clyde, qui se sont poursuivies jusqu’à ce qu’il soit désarmé le 30 juin 1944.
Le HMS Proteus est le plus ancien sous-marin de classe Parthian survivant, et le seul sous-marin de cette classe à avoir survécu à la guerre. Il a eu un total de neuf commandants pendant la guerre.

## Palmarès
| Date             | Navire                  | Nationalité      | Tonnage        | Notes                                                                           |
| ---------------- | ----------------------- | ---------------- | -------------- | ------------------------------------------------------------------------------- |
| 4 juillet 1940   | Rigault de Genouilly    | France           | 1 969 tonnes   | Aviso                                                                           |
| 10 novembre 1941 | Ithaka                  | Allemagne nazie  | 1 773 tonneaux | Navire de transport de troupes ; 507 soldats allemands, dont 469 se sont noyés. |
| 8 décembre 1941  | PI 908 / Giorgios       | Grèce            |                | Caïque                                                                          |
| 5 janvier 1942   | Città di Palermo        | Royaume d'Italie | 5 413 tonneaux | Croiseur auxiliaire ; équipage de 150 et 600 hommes, 300 sauvés                 |
| 28 mars 1942     | Galilea                 | Royaume d'Italie | 8 040 tonneaux | Transport de troupes; 1275 à bord, 284 sauvés                                   |
| 30 mars 1942     | Bosforo                 | Royaume d'Italie | 3 648 tonneaux | Cargo ; 103 à bord, 90 sauvés                                                   |
| 5 mai 1942       | KAL 95 / Evangelistria  | Grèce            | 21 tonneaux    | Bateau à voile                                                                  |
| 30 mai 1942      | Bravo                   | Royaume d'Italie | 1 570 tonneaux | Cargo; 41 à bord, 39 secourus                                                   |
| 31 mai 1942      | Gino Allegri            | Royaume d'Italie | 6 836 tonneaux | Cargo; 21 secourus                                                              |
| 4 août 1942      | SYR 267 / Marigula      | Grèce            |                | Caïque                                                                          |
| 4 août 1942      | VOL 239 / Panagia       | Grèce            |                | Caïque                                                                          |
| 6 août 1942      | Inconnu                 | Grèce            |                | Caïque                                                                          |
| 7 août 1942      | PI 948 / Agios Georgios | Grèce            |                | Caïque                                                                          |
| 7 août 1942      | Wachtfels               | Allemagne nazie  | 8 467 tonneaux | Cargo                                                                           |
| 8 août 1942      | Inconnu                 | Grèce            |                | Caïque                                                                          |